# Девичье (озеро)
Девичье — озеро в Вязовской волости Новосокольнического района Псковской области. Расположено на Бежаницкой возвышенности, к северо-западу от озера Большой Вяз.
Площадь — 1,0 км² (99,5 га). Делится на 4 плёса. Максимальная глубина — 4,0 м, средняя глубина — 1,7 м.
На северо-западном берегу озера расположена деревня Девичье.
Проточное. Относится к бассейну реки Великая.
Тип озера плотвично-окуневый с лещом. Массовые виды рыб: щука, плотва, окунь, красноперка, ерш, лещ, густера, линь, карась, налим, вьюн, щиповка; широкопалый рак (низкопродуктивное).
Для озера характерны: в литорали — песок, камни, ил, заиленный песок, в центре — ил. Есть сплавины. Отличающиеся глубинами, характером грунтов и степенью заболоченности берегов. В прибрежье — лес, луга, поля, болото.